# ألبيزية غدية
ألبيزية غِدَّيَّة (الاسم العلمي Archidendropsis glandulosa)، شجرة صغيرة من فصيلة البقولية تشكل مجموعات صغيرة جدًا في بعض مناطق كاليدونيا الجديدة. أوراقها غنية جدًا بقلويدات لم تُحدَّد طبيعتها حتى اليوم. تواجه عدة مخاطر منها الحرائق وتوسع الزراعي وتعدين.